# Nombre semi-parfait primaire

Démonstration graphique du fait que ce qui montre que le produit 2×3×11×23×31=47058 est un nombre semi-parfait primaire.Chaque rangée de k carrés de longueur de côté 1/ k a une aire totale de 1/ k, et tous les carrés réunis recouvrent exactement un carré plus grand d'aire égale à 1. La rangée inférieure de 47058 carrés dont le côté mesure 1/47058 est trop petite pour être visible sur la figure et n'est pas représentée.

En mathématiques, et particulièrement en théorie des nombres, un nombre semi-parfait primaire ou pseudoparfait primaire est un entier strictement positif {\displaystyle N} satisfaisant la relation  :
{\displaystyle {\frac {1}{N}}+\sum _{p\,|\;\!N}{\frac {1}{p}}=1,}
où la somme couvre les diviseurs premiers de {\displaystyle N}.
Cette relation fournit une décomposition en somme de fractions égyptiennes du nombre 1.

## Propriétés
De manière équivalente, {\displaystyle N} est un nombre semi-parfait primaire s’il satisfait la relation
{\displaystyle 1+\sum _{p\,|\;\!N}{\frac {N}{p}}=N.}
Sauf pour le nombre pseudo-parfait primaire {\displaystyle N} = 2, cette expression donne une représentation de {\displaystyle N} en somme de diviseurs stricts de {\displaystyle N}. Par conséquent, tout nombre pseudo-parfait primaire {\displaystyle N} (sauf {\displaystyle N} = 2) est également semi-parfait.
Les huit nombres semi-parfaits primaires connus sont
2, 6, 42, 1806, 47058, 2214502422, 52495396602, 8490421583559688410706771261086 (suite A054377 de l'OEIS).
Les quatre premiers de ces nombres sont égaux aux nombres correspondants de la suite de Sylvester moins 1, mais ensuite les deux suites divergent.
On ne sait pas s’il existe une infinité de nombres semi-parfaits primaires ou s’il existe des nombres semi-parfaits primaires impairs.
Les facteurs premiers des nombres semi-parfaits primaires peuvent parfois fournir des solutions au problème de Znám où de plus tous les éléments de l'ensemble solution sont premiers. Par exemple, les facteurs premiers du nombre semi-parfait primaire 47058 forment l'ensemble de solutions {2, 3, 11, 23, 31} du problème de Znám. Cependant, les nombres semi-parfaits primaires plus petits 2, 6, 42 et 1806 ne correspondent pas aux solutions du problème de Znám par le même procédé, car leurs ensembles de facteurs premiers violent l'exigence selon laquelle aucun nombre dans l'ensemble ne peut être égal à 1 plus le produit des autres. Premchand Anne observe qu'il existe exactement un ensemble de solutions de ce type qui contient k nombres premiers, pour tout k ≤ 8, et suppose qu'il en va de même pour k plus grand.
Si un nombre semi-parfait primaire {\displaystyle N} est inférieur de un à un nombre premier, alors {\displaystyle N(N+1)} est également semi-parfait primaire. Par exemple, 47058 est semi-parfait primaire et 47059 est premier, donc 47058 × 47059 = 2214502422 est également semi-parfait primaire.

## Historique
Les nombres semi-parfait primaires ont été étudiés et nommés ainsi pour la première fois par Butske, Jaje et Mayernik. En utilisant des techniques de recherche informatique, ils ont prouvé le résultat remarquable selon lequel pour tout entier strictement positif {\displaystyle r} jusqu'à 8, il existe exactement un nombre semi-parfait primaire avec précisément {\displaystyle r} facteurs premiers (distincts), à savoir le {\displaystyle r}-ième nombre semi-parfait primaire connu. Ceux vérifiant 2 ≤ {\displaystyle r} ≤ 8, lorsqu'ils sont réduits modulo 288, forment la progression arithmétique 6, 42, 78, 114, 150, 186, 222, comme l'ont observé Sondow et MacMillan.